# Road Rash (jogo eletrônico)

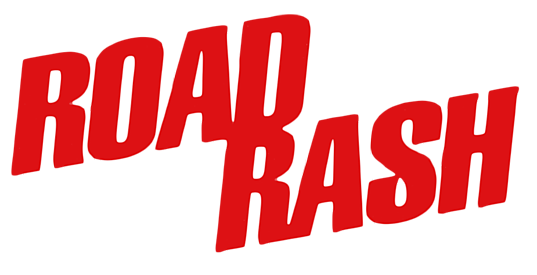
Road Rash Logo

Road Rash é um jogo eletrônico de corrida de 1991 originalmente desenvolvido e publicado pela Electronic Arts para o Mega Drive. Posteriormente, foi portado para uma variedade de sistemas posteriores por empresas diferentes. O jogo é baseado em uma série de corridas que o jogador deve vencer para avançar para corridas de maior dificuldade.

## Jogabilidade
Road Rash coloca o jogador no controle de um piloto de motovelocidade que deve terminar em terceiro ou quarto lugar (dependendo da versão) ou superior em uma série de cinco corridas para avançar ao longo dos cinco níveis do jogo. Durante uma corrida, o jogador pode frear, acelerar e bater nos rivais. O personagem do jogador irá dar um soco no corredor mais próximo ao pressionar o botão de ataque, enquanto segurar um botão direcional juntamente com o de ataque resultará em um soco para trás ou um chute. Alguns oponentes empunham armas como tacos e correntes, que podem ser tomadas pelo jogador se o piloto inimigo for atacado enquanto estiver segurando a arma para atacar. O jogador pode cair da sua moto se bater em um obstáculo (como vacas, veados, carros e árvores) ou se ficar sem energia (mostrado no canto inferior esquerdo da tela) devido a brigas com outros pilotos. Neste momento, o piloto voltará automaticamente para a sua moto, embora o jogador possa alterar seu curso e evitar o tráfego com os botões direcionais, ou ficar parado segurando o botão de "freio". Os adversários também cairão das suas motos se a sua própria energia estiver esgotada; a resistência do piloto mais próximo é visível no canto inferior direito da tela. A moto do jogador tem seu próprio medidor de saúde entre o do jogador e o do adversário, que diminui a cada batida em que o jogador se envolve. Se o medidor esvaziar completamente, a moto será destruída e a participação do jogador na corrida atual terminará.

## Desenvolvimento
O designer Randy Breen contou que: "Inicialmente tudo o que sabíamos é que queríamos que o Road Rash fosse mais um jogo divertido do que uma pura simulação de direção. Eu estava em motocicletas há muito tempo, e logo percebemos que as motos nos davam muitas vantagens técnicas. Por exemplo, poderíamos colocar mais motos do que carros na tela de uma só vez, e os motoqueiros eram mais visíveis do que os condutores de automóveis, então eles poderiam ser mais expressivos". O elemento de luta do jogo foi inspirado no comportamento dos motociclistas do Grand Prix, que Breen notou que às vezes empurravam e chutavam uns aos outros durante as corridas.
Em junho de 1995, a Atari Corporation fechou um acordo com a Electronic Arts para trazer títulos selecionados de seu catálogo para o Atari Jaguar CD, com Road Rash sendo um dos títulos selecionados para serem portados, mas essa versão, no entanto, nunca foi lançada devido à falha comercial e crítica da plataforma Atari Jaguar.
Foi anunciado que a THQ publicaria uma versão para o Super Nintendo de Road Rash em 1996, mas o lançamento foi cancelado mais tarde.
Uma versão de Road Rash para o Panasonic M2 foi anunciada, mas nunca foi lançada devido ao cancelamento do sistema.

### Versões
Uma versão atualizada do jogo foi feita para plataformas baseadas em CD como 3DO, Sega CD, PlayStation, Sega Saturn e Microsoft Windows. Ela apresenta uma série de mudanças, como a capacidade de escolher personagens (com vários pacotes de dinheiro iniciais e motos, alguns até têm armas iniciais) antes de jogar, sistemas de reputação e fofocas e até sequências em full motion vídeo para desenvolver um enredo. A versão atualizada mais uma vez apresenta os locais da Califórnia: A Cidade, A Península, A Pacific Coast Highway, A Serra Nevada e o Vale de Napa. As estradas em si agora apresentam seções rodoviárias breves e divididas.

### Trilha sonora
A trilha sonora do jogo no 3DO, Sega CD, PlayStation, Sega Saturn e Microsoft Windows continha 14 faixas de músicas de artistas da A&M Records como Soundgarden, Paw, Hammerbox, Therapy?, Monster Magnet e Swervedriver. Meses antes de Road Rash ter sido lançado, recebeu o prêmio "Soundtrack of the Year" de 1994 da 3DO.[carece de fontes?]
O porte para o Sega CD é o único na série que reproduz as trilhas sonoras dos artistas durante as corridas, assim como durante todo o jogo. Os portes de 3DO, PlayStation, Sega Saturn e Microsoft Windows voltaram a usar música sintetizada genérica durante as corridas e as trilhas sonoras dos artistas nos menus e introduções.

## Recepção
A revista MegaTech disse "muitas corridas, muitas motos e muitas emoções fazem desse o melhor jogo de corrida do Megadrive!" A Computer and Video Games o elogiou por ser como um " beat 'em up em motocicletas" e "Super Hang-On com punhos e tacos jogados". Sete analistas da Digital Press deram a versão de Mega Drive 7, 9, 9, 9, 9, 9 e 10 (no total de 10). A versão Mega Drive recebeu uma análise muito favorável na revista Mean Machines. Ele recebeu uma pontuação final de 91% e foi elogiado por sua música, gráficos e jogabilidade. A Mega colocou o jogo em 8º lugar no seu Top Mega Drive Games of All Time. A Game Informer o classificou como o 88º melhor jogo de todos os tempos na sua 100ª edição em 2001. A equipe elogiou sua pegada mais violenta em videogames de motocicleta.
O lançamento de Road Rash no Commodore Amiga recebeu classificações moderadamente altas, incluindo 84% da Amiga Format e 81% da CU Amiga. O lançamento recebeu uma pontuação mais baixa da Amiga Power, que classificou o jogo como 70/100. Ganhou vários prêmios da Electronic Gaming Monthly em sua premiação de video game de 1994, incluindo Melhor Jogo de Condução, Melhor Música em um Jogo Baseado em CD e Melhor Jogo de 3DO de 1994. A versão para PC também foi uma das mais vendidas em seu primeiro ano de lançamento.[carece de fontes?]
Bacon da GamePro deu à versão 3DO uma pontuação perfeita em todas as quatro categorias (gráficos, som, controle e fator diversão), citando melhorias como as cinco novas faixas, seis pistas, rotas de ramificação, fundos digitalizados, sequências em full motion video engraçadas, e nova trilha sonora de rock. Ele concluiu que "Esta versão envenenada de Road Rash vai surpreender tanto os rashers experientes como os novos pilotos". Sua única crítica foi a falta de uma opção multiplayer. A Digital Press deu à versão de 3DO a pontuação máxima de 10. Os dois analistas de esportes da Electronic Gaming Monthly deram as pontuações de 83% e 85% para a versão de 3DO, declarando uma grande melhoria em relação aos Road Rash do Mega Drive devido aos gráficos avançados, alta capacidade de reprodução e "a música mais legal em jogos". No entanto, um deles também criticou que a jogabilidade eventualmente se torna repetitiva. A Next Generation analisou a versão de 3DO do jogo e afirmou que "Embora o valor de jogatina ao longo prazo do jogo seja prejudicado por níveis repetitivos, este ainda é um título quase clássico que fará uma adição valiosa a qualquer biblioteca de 3DO."
Em sua análise da versão de Saturn, Sam Hickman, da Sega Saturn Magazine, disse que a versão de 3DO era "um dos melhores jogos de seu tempo em qualquer sistema... Ainda a melhor versão, mesmo um ano ou mais." Bacon deu à versão Sega CD uma crítica positiva, comentando que apesar de ser uma grande decepção em comparação com a versão 3DO, é impressionante se comparado a outros jogos de corrida de Mega Drive/Sega CD. Um analista da Next Generation também notou que a versão de Sega CD é um grande retrocesso, e enquanto a maioria dos downgrades são perdoáveis devido ao fato de o Sega CD ser um sistema muito menos poderoso que o 3DO, o cenário escasso e a baixa taxa de quadros não aguenta até jogos no mesmo mesmo sistema. Ele concluiu que era decente, mas inferior ao que os jogadores esperariam da então estabelecida série Road Rash.
A versão de PlayStation foi um pouco menos bem recebida do que as versões anteriores. Os analistas da Electronic Gaming Monthly, Next Generation e Maximum o criticaram por ser um porte da versão de 3DO com apenas pequenas melhorias nos gráficos e som, sem alterações na jogabilidade que se tornaram desatualizadas e superadas pelos jogos de corrida mais recentes nos quatro anos desde que o Road Rash foi lançado pela primeira vez. Air Hendrix da GamePro, no entanto, sentiu que o jogo permaneceu emocionante, e embora ele tenha notado que os controles são mais duros que nas versões anteriores, ele deu a versão PlayStation uma sincera recomendação.
Air Hendrix e Sam Hickman comentaram que a versão Saturn, apesar de bem divertida em seus próprios termos, não oferece nada ainda não visto nas versões de 3DO e PlayStation, e fica abaixo dessas versões em alguns aspectos técnicos, tornando-a bastante desatualizada para a época de seu lançamento.